# Bahai-Lehren

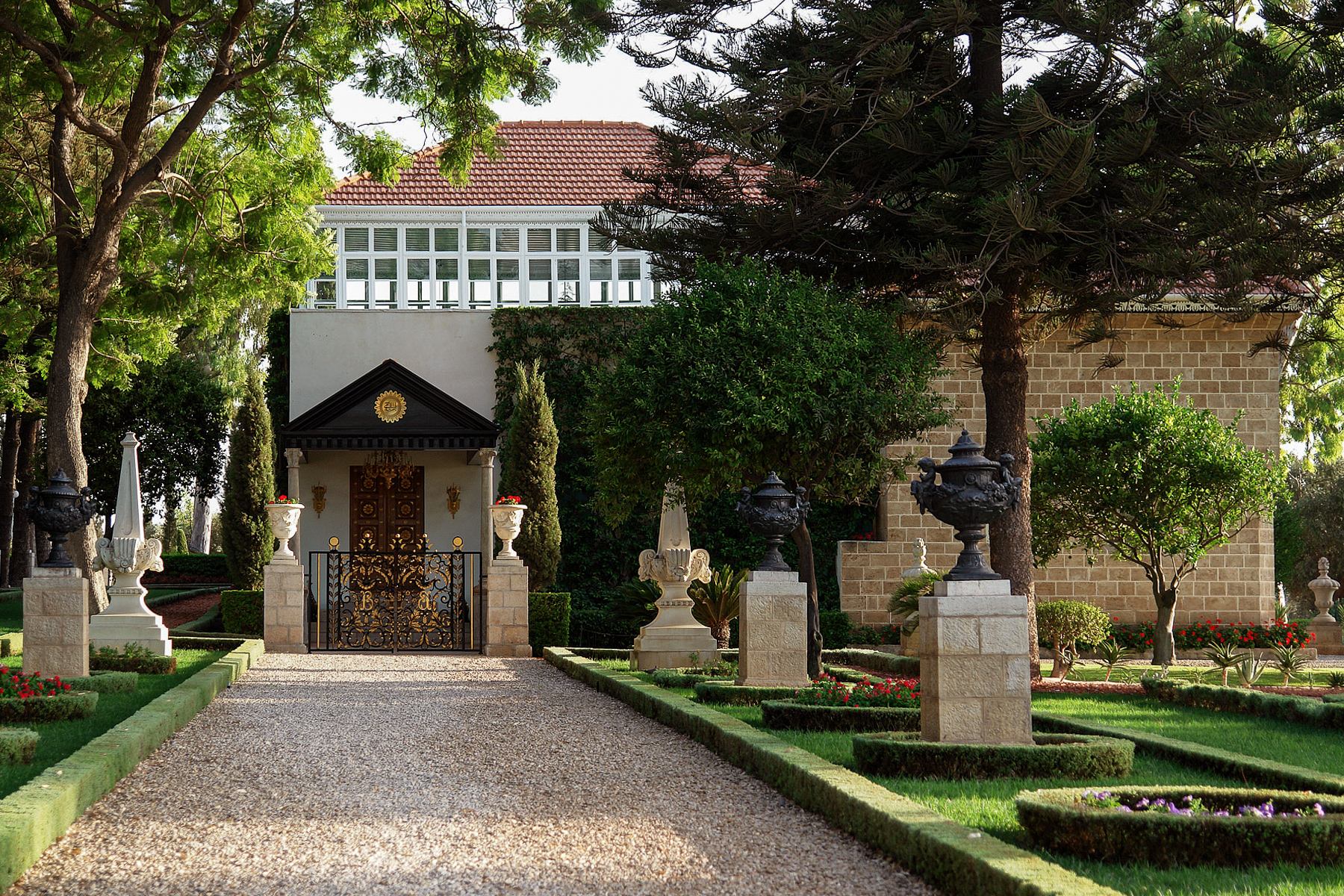
Schrein Bahāʾullāhs bei Akkon, Israel.

Die Bahai-Lehren sind die auf den Schriften Bahāʾullāhs und seiner autorisierten Nachfolger beruhenden Glaubensinhalte und Prinzipien der Bahai-Religion.
Bahāʾullāh erklärt, der Zweck seiner Religion sei, „das Wohl des Menschengeschlechts zu sichern, seine Einheit zu fördern und den Geist der Liebe und Verbundenheit unter den Menschen zu pflegen“.
Die Bahai-Lehren behandeln Themen wie die Einheit Gottes, die Einheit der Religionen und die Einheit der Menschheit, die edle Natur des Menschen, die Harmonie zwischen Religion und Wissenschaft, die Gleichberechtigung von Frauen und Männern und die entscheidende Rolle der Gerechtigkeit in allen Belangen. Diese Lehren sollen die Gestaltung einer harmonischen und friedlichen Gesellschaft ermöglichen und die Fähigkeit aller Menschen stärken, zu dieser beizutragen.

## Gott und seine Manifestationen
Die Bahai-Schriften beschreiben Gott als allwissenden, allliebenden und barmherzigen Schöpfer des Universums. Das Licht Gottes scheine wie die physische Sonne auf die gesamte Schöpfung. Die Zeichen Gottes seien überall in der Welt zu finden und jedes erschaffene Ding führe zu seinem Wissen – Schönheit und Vielfalt der Welt seien Ausdruck göttlicher Attribute.
Doch das wahre Wesen Gottes werde sich dem menschlichen Verständnis immer entziehen. Denn etwas, das erschaffen wurde, könne seinen Schöpfer nie begreifen. Genauso wie ein Gemälde das Wesen des Malers nie begreifen werde, stehe auch Gott jenseits des menschlichen Vorstellungs- und Fassungsvermögens und lasse sich für den Menschen auch nicht beschreiben. Die Namen und Eigenschaften Gottes, wie der Allliebende, der Allmächtige oder der Allwissende, gehören zur Welt der Schöpfung, nicht zur Welt Gottes. Was wir Gott zuschreiben, diene demnach dem Lobpreis Gottes und nicht dem Verständnis seines wahren Wesens.
Das Wissen um Gott und seinen Willen wird durch die Manifestationen Gottes dem Menschen vermittelt. Der Begriff „Manifestationen Gottes“ bezieht sich dabei auf ausgewählte Persönlichkeiten – darunter Abraham, Moses, Zarathustra, Krishna, Siddhartha Gautama, Jesus Christus, Mohammed, der Bāb und Bahāʾullāh. Diese seien keine gewöhnlichen Menschen, sondern sie würden ihr Wissen und ihre Souveränität von Gott erhalten. Sie könnten daher mit perfekt polierten Spiegeln verglichen werden, die das Licht Gottes, in dem Maß, wie es die Menschen zu fassen vermögen, vollkommen reflektieren. Bahāʾullāh schreibt:

„Das Tor zur Erkenntnis des Altehrwürdigen Seins ist immer vor den Menschen verschlossen gewesen und wird es für immer bleiben. Kein menschliches Begreifen wird jemals zu Seinem heiligen Hofe Zutritt erlangen. Als Zeichen Seiner Barmherzigkeit und als Beweis Seiner Gnade hat Er jedoch den Menschen die Sonnen Seiner göttlichen Führung, die Sinnbilder Seiner göttlichen Einheit offenbart und verfügt, daß die Erkenntnis dieser geheiligten Wesen mit der Erkenntnis Seines eigenen Selbstes gleichzusetzen sei.“

Die Manifestation Gottes seien göttliche Lehrer, die ein einziges Ziel verfolgen: die Seelen und Charaktere der Menschen zu erziehen und zu verfeinern und zum Fortschritt der Gesellschaft beizutragen. Das Kommen einer Manifestation Gottes führe also zu einem tiefgreifenden Wandel in der Menschheit. Bahāʾullāh beschreibt:

„Ist es nicht das Ziel jeder Offenbarung, eine Wandlung und Änderung in der ganzen Wesensart der Menschheit zu bewirken, eine Wandlung, die sich äußerlich wie innerlich erweisen und das innere Leben wie die äußeren Verhältnisse gestalten soll?“

Das Erscheinen eines jeden dieser göttlichen Boten könne demnach mit der Ankunft des Frühlings verglichen werden, der eine frische Energie in die Welt bringe. Sie seien dafür verantwortlich, neue Kräfte freizusetzen, die die menschlichen Angelegenheiten nachhaltig beeinflussen und den Hauptimpuls für die weitere Entwicklung des Bewusstseins der Menschen und der Gesamtgesellschaft geben. Laut Bahai-Religion können die Lehren der verschiedenen Manifestationen Gottes daher zwar unterschiedlich sein – insbesondere in Bezug auf soziale Praktiken und Normen – doch hätten alle einen gemeinsamen Kern.
Durch seine Manifestationen begleite und führe Gott die Menschen entlang historischer Etappen – es handle sich also um eine fortschreitende Offenbarung Gottes. Denn die Menschheit durchlaufe verschiedene Stufen der geistigen, moralischen und sozialen Entwicklung, indem sie die Lehren der Manifestation Gottes für die jeweilige Zeit akzeptiert und in die Praxis umsetzt. Die Lehren und Gesetze der Manifestationen würden zur Grundlage einer neuen Kultur oder Zivilisation und prägten dadurch ihre weitere Entwicklung.
In Analogie zur Entwicklung eines einzelnen Menschen sprechen die Bahai-Schriften davon, dass die Menschheit heute an der Schwelle zur kollektiven Reife stehe, die durch die Verwirklichung der Einheit der gesamten Menschheit in ihrer Vielfalt zum Ausdruck komme. In den Schriften Bahāʾullāhs sehen die Bahai die Grundlage und den Impuls, die Neugestaltung der weltweiten Gesellschaft gemäß den Anforderungen dieser Entwicklungsstufe zu fördern. Seit Tausenden von Jahren erwarte die Menschen eine Zeit, die von Liebe, weltweitem Frieden und Einheit erfüllt sei, wie sie auch von den Religionen in der Vergangenheit vorausgesagt worden sei. Die Botschaft Bahāʾullāhs würde diese Hoffnung erfüllen.

## Religion
In den Bahai-Schriften wird Religion als ein entscheidendes Instrument für die Entfaltung einer Gesellschaft und zur Herstellung von Ordnung in der Welt betrachtet. Durch ihre Lehren erwecken die Manifestationen Gottes – also die Stifter der Religionen der Welt – in der menschlichen Gesellschaft bisher ungenutzte und ungeahnte Fähigkeiten. Auf Basis der Lehren dieser göttlichen Boten könnte die Menschheit alte Denkmuster überwinden und ein neues Verstehen tiefgreifender Glaubensüberzeugungen erlangen. Sie trügen auch dazu bei, dass einzelne Menschen Eigenschaften wie Aufrichtigkeit, Exzellenz, Freundlichkeit, Mitgefühl, Großzügigkeit, Gerechtigkeit, Heldenmut und Dienstbarkeit entwickeln. Zudem könne Religion auch eine einigende Kraft entfalten, die für die gesellschaftliche Ordnung und Stabilität unerlässlich sei. Eine dauerhafte Veränderung in der Gesellschaft sei nur durch Einheit möglich. Und wahre Religion ziele darauf ab, ebendiese Einheit unter den Menschen fördern und Streitigkeiten zu beseitigen. Konflikte im Namen von Religion stehen demnach im Widerspruch zum wahren Zweck von Religion. ʿAbdul-Bahāʾ erläutert:

„Die Religion sollte alle Herzen vereinen und Krieg und Streitigkeiten auf der Erde vergehen lassen, Geistigkeit hervorrufen und jedem Herzen Licht und Leben bringen. Wenn die Religion zur Ursache von Abneigung, Hass und Spaltung wird, so wäre es besser, ohne sie zu sein, und sich von einer solchen Religion zurückzuziehen, wäre ein wahrhaft religiöser Schritt. Denn es ist klar, dass der Zweck des Heilmittels die Heilung ist, wenn aber das Heilmittel die Beschwerden nur verschlimmert, so sollte man es lieber lassen. Jede Religion, die nicht zu Liebe und Einigkeit führt, ist keine Religion. Die heiligen Propheten waren alle gleichsam Seelenärzte, sie gaben Rezepte, um die Menschheit zu heilen. Darum stammen alle Mittel, die zu Erkrankungen führen, nicht vom großen und höchsten Arzte.“

Laut Bahai-Religion haben die Lehren der verschiedenen Manifestationen Gottes daher alle einen gemeinsamen Kern – in diesem Sinne spricht Bahāʾullāh von der Einheit der Religion. Doch sei die religiöse Wahrheit auch relativ und entspreche den Bedürfnissen der jeweiligen Zeit einer Offenbarung. Die eine Religion Gottes werde gemäß den Fähigkeiten der Menschen und Gesellschaften, die sie aufnehmen sollen, unterschiedlich zum Ausdruck gebracht. Diese Anerkennung der wesentlichen Einheit der Religion könne zur Versöhnung zwischen ihnen führen und Spaltung und Hass vermeiden.

## Der Mensch

ʿAbdul-Bahāʾ, ältester Sohn und Nachfolger Bahāʾullāhs, ist für die Bahai beispielgebend dafür, wie ein Mensch sein sollte.

Nach den Bahai-Schriften ist die Identität des Menschen seine „vernunftbegabte Seele“, die nicht zur materiellen Welt gehöre. Die Seele sei wie die Sonne, von der der Körper erleuchtet und gestärkt werde. Die Bahai-Religion betont, dass der menschliche Fortschritt durch die Ausübung der Kräfte der Seele erreicht werde. Alle menschlichen Wissenschaften, Künste, Institutionen und Unternehmungen entspringen demnach der Kraft der Seele.
Die Bahai-Lehren bekräftigen den Glauben an ein Weiterleben der Seele nach dem Tod des Körpers. Wenn dieser eintrete, werde die Verbindung zwischen Seele und Körper gelöst. Denn die Seele sei mit dem Körper verbunden, wie das Licht mit einem Spiegel verbunden sei. Wenn der Körper sterbe, bleibe die Seele intakt. Der Tod ist also kein Ende, sondern ein Übergang von einem Daseinszustand zum anderen. Die Seele fahre fort, sich nach dem Tod des Körpers weiterzuentwickeln und werde schließlich die Gegenwart Gottes erreichen. Die jenseitige Welt unterscheide sich von der gegenwärtigen Welt so sehr, wie diese Welt von der Umgebung eines Kindes im Mutterleib. So wie ein Embryo dort das entwickle, was es nach seiner Geburt braucht, diene uns diese physische Welt der Entwicklung geistiger Eigenschaften und Fähigkeiten, die wir nach dem Tod des Körpers, wenn die Beschränkungen von Raum und Zeit entfallen, benötigen. Bahāʾullāh schreibt:

„Wisse wahrlich, dass die Seele nach ihrer Trennung vom Leibe weiter fortschreitet, bis sie die Gegenwart Gottes erreicht, in einem Zustand und einer Beschaffenheit, die weder der Lauf der Zeiten und Jahrhunderte noch der Wechsel und Wandel dieser Welt ändern können. Sie wird so lange bestehen, wie das Reich Gottes, Seine Allgewalt, Seine Herrschaft und Macht bestehen werden. Sie wird die Zeichen Gottes und Seine Eigenschaften offenbaren, Seine Gnade und Huld enthüllen.“

Der Zweck des menschlichen Lebens liege darin, Gott anzuerkennen und danach zu streben, ihn zu erkennen und ihm nahe zu sein. Bahāʾullāh beschreibt, dass Gott dem Menschen sein Ebenbild eingeprägt und ihm seine Schönheit offenbart habe. In der ganzen Schöpfung sei nur der Mensch dazu fähig, alle göttlichen Attribute widerzuspiegeln. Zu diesen zählen Gerechtigkeit, Liebe, Großzügigkeit und Wahrhaftigkeit. Der Mensch könne diese Eigenschaften reflektieren, indem er den Spiegel seines Herzens reinige. Bahāʾullāh erläutert:

„Wisse wahrlich, dass die Seele ein Zeichen Gottes ist, ein himmlischer Edelstein, dessen Wirklichkeit die gelehrtesten Menschen nicht zu begreifen vermögen, und dessen Geheimnis kein noch so scharfer Verstand je zu enträtseln hoffen kann. Sie ist von allen erschaffenen Dingen das erste, das die Vollkommenheit des Schöpfers verkündet, Seine Herrlichkeit anerkennt, sich an Seine Wahrheit hält und sich in Anbetung vor Ihm niederbeugt.“

Der Mensch wird in den Bahai-Schriften als „Bergwerk reich an Edelsteinen von unschätzbarem Wert“  angesehen. Diese Edelsteine durch Bildung und Erziehung hervorzubringen, damit die Menschheit von ihnen Nutzen ziehen kann, sei ein zentraler Aspekt des Lebens. Der Mensch sei prinzipiell weder ausschließlich gut und fehlerlos, noch völlig böse oder egoistisch. Sowohl Zeichen einer niederen, materiellen als auch einer höheren, geistigen Natur, seien im Menschen vorhanden. Die Bahai-Schriften betonen, dass konstruktive Kräfte wie Liebe und Wissen den Menschen bei seiner Entwicklung hin seiner höheren Natur voranbringen können. Selbstgerechtigkeit und Stolz hingegen wirken destruktiv und halten den Menschen davon ab, seine geistige Identität zu verwirklichen. Für die persönliche Entwicklung des Menschen und seine Rolle beim Aufbau einer besseren Welt kommt sowohl dem „Sein“ — also das eigene Verständnis der göttlichen Lehren zu vertiefen und die geistigen Attribute widerzuspiegeln — als auch dem „Tun“ — den Mitmenschen zu dienen und sie bei ihrem Dienst zu unterstützen — eine wesentliche Bedeutung zu.
Die Bahai-Lehren unterstreichen die Bedeutung eines Lebens des großzügigen Gebens. Der Mensch sei dazu geschaffen, seine Zeit, Energie, sein Wissen und seine Mittel großzügig in den Dienst anderer zu stellen. Dieser Impuls zu geben sei in der Liebe zu Gott verwurzelt. Gemeinsam mit dem Dienst an den Mitmenschen sei auch die Andacht oder die Hinwendung zu Gott für die geistige Entwicklung des Einzelnen und den Fortschritt von Gemeinschaften wesentlich. Handlungen wie Gebet, Meditation und Fasten, aber auch die Pilgerreise und Arbeit oder berufliche Tätigkeiten werden, wenn sie in diesem Geiste durchgeführt werden, als Formen der Andacht angesehen, die das Band zwischen Gott und den Menschen stärken. Die Bahai-Schriften weisen darauf hin, dass diese Tätigkeiten sowohl zur Entwicklung und zum Glück des einzelnen Menschen beitragen als auch gesellschaftliche Beziehungen und das Zusammenleben stärken.

## Einheit der Menschheit

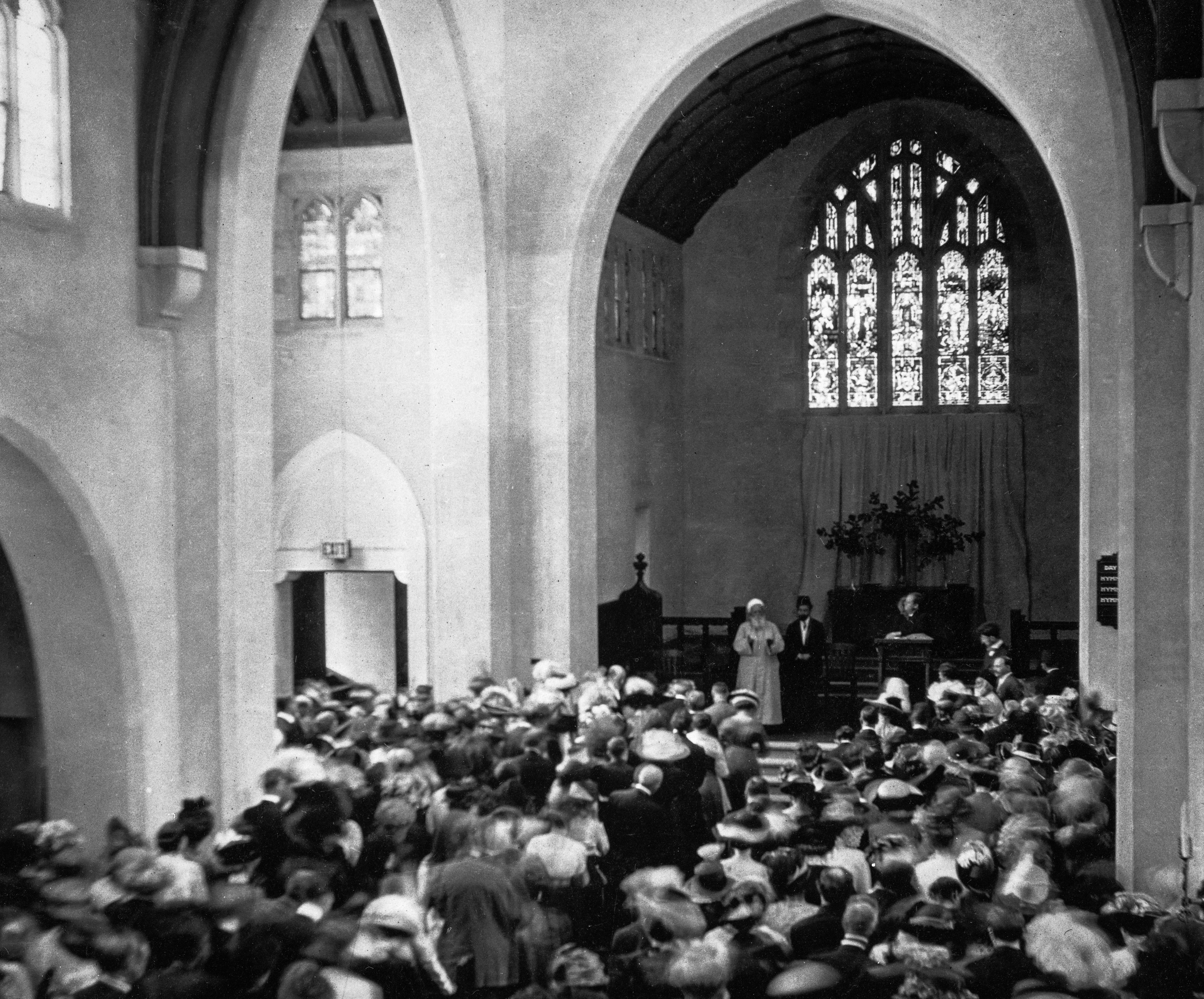
ʿAbdul-Bahāʾ spricht in einer Kirche in Chicago am 5. Mai 1912 über das Thema der Einheit.

Der „Dreh- und Angelpunkt“ der Bahai-Lehre ist das Prinzip der Einheit der gesamten Menschheit — also die Überzeugung, dass alle Menschen zu einer einzigen Menschheitsfamilie gehören.

„Euer Herr, der Allerbarmer, wünscht, das ganze Menschengeschlecht als eine Seele und einen Leib zu sehen.“

Nach den Bahai-Lehren ist die Welt der Menschheit mit dem menschlichen Körper zu vergleichen. Die verschiedenen Zellen des Körpers wirken aufeinander und arbeiten zusammen, damit der Mensch wachsen kann und gesund bleibt. Diese Prinzipien der Kooperation und Wechselseitigkeit sind auch für das Funktionieren der menschlichen Gesellschaft notwendig. Statt um Ressourcen zu konkurrieren, sollten die unterschiedlichen Teile der Gesellschaft ihre gegenseitige Abhängigkeit erkennen und ihr eigenes Wohl im Wohl der gesamten Menschheit sehen.
Die Bahai-Religion lehrt, dass alle Menschen in der Lage seien und die Aufgabe hätten, an der Verwirklichung der Einheit der gesamten Menschheit mitzuwirken. Die menschliche Natur sei also nicht im Wesentlichen unverbesserlich, selbstsüchtig und aggressiv und nur von materiellen Erwägungen geleitet. Vielmehr hätten alle das Potenzial, selbstlos und in Zusammenarbeit miteinander zu handeln. Bahāʾullāh schreibt:

„Der Mensch wurde erschaffen, eine ständig fortschreitende Kultur voranzutragen.“

In der heutigen Gesellschaft seien negative Vorurteile gegenüber anderen Menschen weit verbreitet. Diese dividieren Gesellschaften in einer Zeit auseinander, in der gerade die Einigkeit für die Lösung wesentlicher Herausforderungen so wichtig ist. Die Akzeptanz der Einheit der Menschheit erfordere, dass alle Formen destruktiver Vorurteile — einschließlich ethnischer, religiöser und geschlechtsspezifischer Natur — vollständig abgebaut würden. Stattdessen seien der inhärente Wert und die Würde eines jeden Menschen anzuerkennen.
Bahāʾullāh legt dar:

„Die Wohlfahrt der Menschheit, ihr Friede und ihre Sicherheit sind unerreichbar, ehe nicht ihre Einheit fest begründet ist. Diese Einheit kann so lange nicht zustande kommen, als die Ratschläge, die die Feder des Höchsten offenbart hat, unbeachtet bleiben.“

Das Prinzip der Einheit der Menschheit geht mit einer hohen Wertschätzung von Vielfalt einher. Die Menschheitsfamilie könne in ihrer Mannigfaltigkeit mit den verschiedenen Blumen eines Gartens verglichen werden. Obwohl diese in Farbe und Form unterschiedlich sein mögen, würden sie alle „vom selben Frühlingsschauer erfrischt, vom gleichen Windhauch belebt [und] von den Strahlen ein und derselben Sonne“ gestärkt.
Die Bahai-Gemeinde müsse selbst auch in hohem Maße geeint sein, um zum Aufbau einer geeinten Gesellschaft beizutragen. Daher spielt in den Bahai-Lehren auch der Bund Bahāʾullāhs eine zentrale Rolle. Dieser beinhaltet eine klare schriftliche Regelung der Nachfolge des Religionsstifters nach dessen Tod und bewahrt die Bahai-Gemeinde vor relevanten Abspaltungen.

## Harmonie von Religion und Wissenschaft
Die Harmonie von Wissenschaft und Religion gilt als eines der zentralen Prinzipien des Bahai-Glaubens. Sowohl Wissenschaft als auch Religion seien notwendig für die Entwicklung der Menschheit. Sie seien wie die beiden Flügel eines Vogels. Religion ohne Wissenschaft arte in Aberglauben und Fanatismus aus, während Wissenschaft ohne Religion zu Materialismus führe. Beide in Einklang zu bringen, sei demnach Voraussetzung für zivilisatorischen Fortschritt. Dazu erklärt ʿAbdul-Bahāʾ:

„Jede Form von Religion, die der Wissenschaft nicht entspricht oder sich zu ihr im Gegensatz befindet, ist gleichbedeutend mit Unwissenheit, denn Unwissenheit ist der Gegensatz von Wissen.“

Die Bahai-Religion lehrt also, dass es keine grundsätzliche Unverträglichkeit von Wissenschaft und wahrer Religion geben könne. Die Wissenschaft bringe beispielsweise Wissen über die physische Welt und ihre Gesetze hervor, während die Religion moralische Führung und spirituelle Einsicht biete. Zusammen ermöglichen Wissenschaft und Religion ein ganzheitliches Verständnis der Welt und des Platzes der Menschheit in ihr. ʿAbdul-Bahāʾ bezeichnete die Wissenschaft als die „edelste“ aller menschlichen Tugenden und „den Entdecker aller Dinge“. Die Religion sei der äußere Ausdruck der göttlichen Wirklichkeit, die dabei jedoch nicht starr und fundamentalistisch, sondern flexibel und auch fortschrittlich sein müsse.
Das Universale Haus der Gerechtigkeit beschreibt entsprechend, dass „Wissenschaft und Religion zwei sich ergänzende Systeme des Wissens und der Praxis sind, durch die der Mensch die Welt um sich herum versteht und durch die die Zivilisation voranschreitet“. Demnach ist das systematische Generieren von Wissen nicht nur eine wissenschaftliche, sondern auch eine religiöse Verantwortung. Dies rückt auch die Notwendigkeit in den Mittelpunkt, immer mehr Menschen bei der Erarbeitung, Anwendung und Verbreitung von Wissen einzubeziehen. Das Universale Haus der Gerechtigkeit schreibt dazu:

„Der Zugang zu Wissen ist das Recht eines jeden Menschen, und mitzuhelfen, Wissen zu generieren, anzuwenden und zu verbreiten ist eine Verantwortung, die alle schultern müssen in dem großen Unternehmen, eine blühende Weltzivilisation aufzubauen – wobei jeder seine oder ihre eigenen Talente und Fähigkeiten einsetzt. Gerechtigkeit erfordert universelle Teilhabe.“

## Gerechtigkeit
Dem Begriff der Gerechtigkeit kommt in den Bahai-Lehren in unterschiedlichen Zusammenhängen Bedeutung zu.
Auf der Ebene des Einzelnen wird Gerechtigkeit als eine wesentliche Fähigkeit der menschlichen Seele betrachtet. Sie helfe dem Menschen, mit den eigenen Augen zu sehen und zwischen Wahrheit und Lüge zu unterscheiden. Gerechtigkeit sei demnach wesentlich für die Erforschung der Realität und die Beseitigung abergläubischer Überzeugungen und veralteter Traditionen. Befreit vom lähmenden Einfluss der blinden Nachahmung könne der Mensch selbständig nach der Wahrheit suchen. Dazu sagt Bahāʾullāh:

„O Sohn des Geistes!
Von allem das Meistgeliebte ist Mir die Gerechtigkeit. Wende dich nicht ab von ihr, wenn du nach Mir verlangst, und vergiß sie nicht, damit Ich dir vertrauen kann. Mit ihrer Hilfe sollst du mit eigenen Augen sehen, nicht mit denen anderer, und durch eigene Erkenntnis Wissen erlangen, nicht durch die deines Nächsten. Bedenke im Herzen, wie du sein solltest. Wahrlich, Gerechtigkeit ist Meine Gabe und das Zeichen Meiner Gnade. So halte sie dir vor Augen.“

Die Bahai-Lehren betonen zudem, dass die Gerechtigkeit eine entscheidende Rolle bei der Förderung der Einheit und einer harmonischen Gesellschaft spiele. Sie könne auch als Kraft beschrieben werden, die das aufkommende kollektive Bewusstsein der Welt konstruktiv kanalisieren kann, um globale Strukturen des Gemeinschaftslebens herausbilden zu können. Bahāʾullāh schreibt:

„Der Zweck der Gerechtigkeit ist das Zustandekommen von Einheit unter den Menschen.“

Eine Gesellschaft, die wahrhaftig Gerechtigkeit widerspiegelt, erfordere sowohl Individuen, die diesen Grundsatz in jedem Aspekt ihres Lebens anwenden, als auch soziale, politische und wirtschaftliche Strukturen, in denen diese Individuen ihre edlen Ideale verfolgen können. Gerechtigkeit sei demnach auch der Maßstab, an dem individuelles Verhalten und kollektive Anstrengungen gemessen werden.
Gleichermaßen seien Ansätze, die Einheit fördern, notwendig, um Gerechtigkeit zu schaffen. Die Bahai werden demnach aufgefordert, bei ihren Bemühungen für die Sache der Gerechtigkeit gewaltfrei und konstruktiv vorzugehen. Es sei notwendig, bewusste und systematische Bemühungen zum Aufbau einer neuen Ordnung inmitten einer Welt zu setzen, die von Gewalt und Unterdrückung geprägt sei. Ein Programm, das das Prinzip der Einheit auch in der Herangehensweise berücksichtige, könne langfristig einen nachhaltig positiven Beitrag zu einer gerechten Gesellschaft leisten. Das Universale Haus der Gerechtigkeit erklärt dazu:

„Bei der Wahl von Bereichen der Zusammenarbeit müssen Bahá’í sich aber das in ihren Lehren verankerte Prinzip vor Augen halten, dass Mittel und Zweck im richtigen Verhältnis zueinander stehen sollten; hehre Ziele können nicht mit unlauteren Mitteln erreicht werden. Insbesondere kann dauerhafte Einheit nicht durch Bestrebungen erreicht werden, die zwangsläufig auf Streit beruhen oder unterstellen, dass ein innewohnender Interessenkonflikt, wie subtil auch immer, allen menschlichen Interaktionen zugrunde liegt.“

## Gleichberechtigung von Frauen und Männern

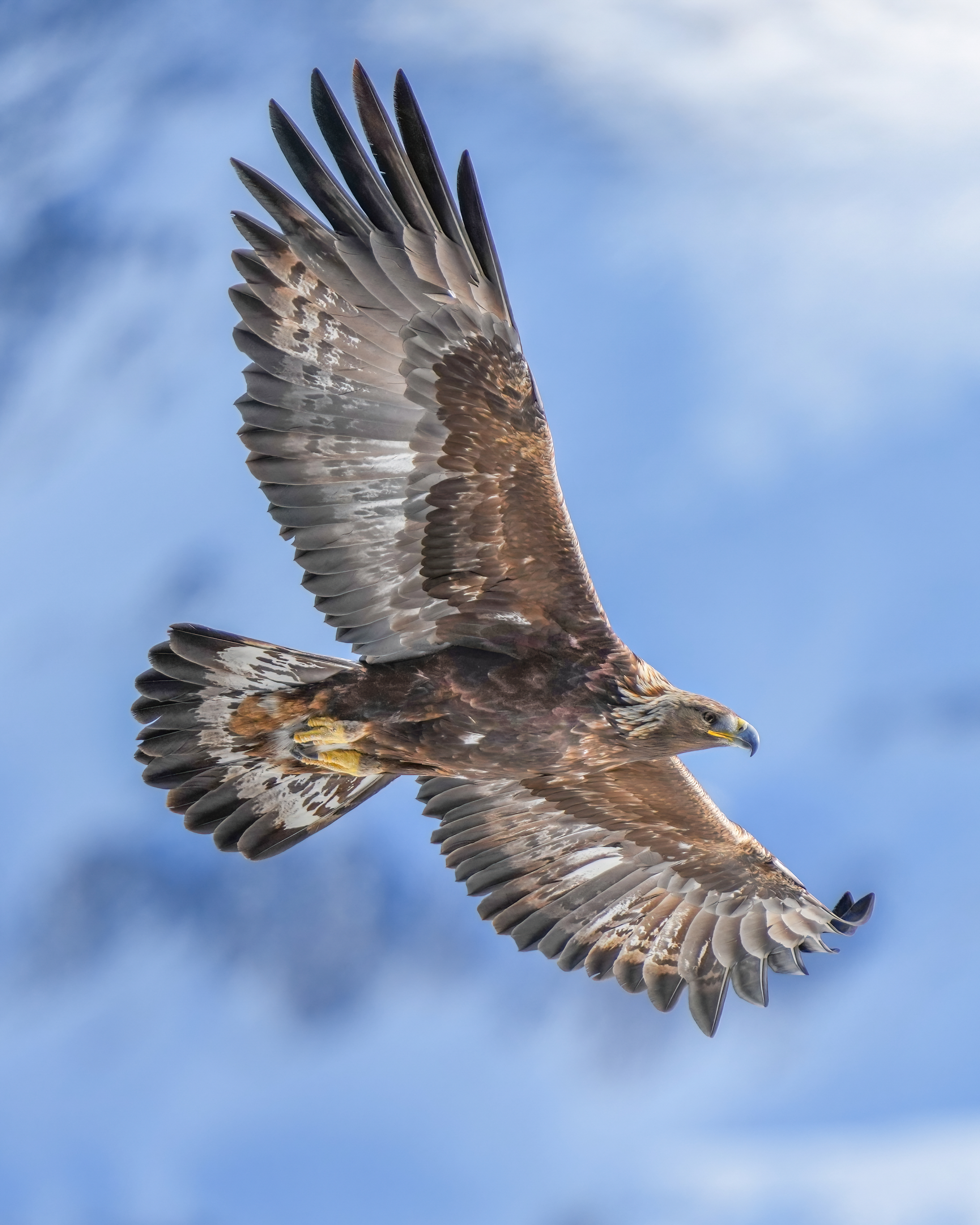
Der Vogel, der nur mit zwei Flügeln fliegen kann, dient in der Bahai-Religion als Symbol für die Notwendigkeit der Gleichberechtigung von Frauen und Männern.

Die Bahai-Lehre von der Gleichwertigkeit oder Gleichberechtigung von Männern und Frauen beruht auf dem Prinzip der einzigartigen geistigen Identität der Seele und der Überzeugung von der Einheit der Menschheit, wonach alle Menschen mit moralisch-geistigen Fähigkeiten und edel erschaffen sind. Dieser Glaube drückt sich in der Vorstellung aus, dass die Seele kein Geschlecht, keine Rasse, keine ethnische Zugehörigkeit und keine Klasse kenne, wodurch Vorurteilen dieser Art von vornherein der Boden entzogen wird. Die biologischen Unterschiede zwischen Männern und Frauen werden als komplementär angesehen, die zwar zu bestimmten Funktionen in der Gesellschaft führten, aber beide Geschlechter hätten die gleiche Würde und denselben Wert vor Gott und in der Gesellschaft. ʿAbdul-Bahāʾ erklärt:

„Die Menschenwelt hat zwei Flügel: Den einen bilden die Frauen, den anderen die Männer. Nur wenn beide Flügel gleichmäßig entwickelt sind, kann der Vogel fliegen. Bleibt ein Flügel schwächlich, so ist kein Flug möglich.“

Die intellektuelle, moralische und spirituelle Entwicklung sowohl von Männern als auch von Frauen sei also entscheidend für das Glück der Menschheit, und der Mangel an Gleichberechtigung der Geschlechter führe dazu, dass nicht nur Frauen, sondern auch Männer ihr Potenzial nicht voll ausschöpfen könnten. Beispielsweise sollten daher erforderlichenfalls Mädchen in der Bildung bevorzugt werden, denn als potenzielle Mütter wären sie die ersten Erzieherinnen ihrer Kinder. Eine Mutter könne ihre Kinder zu Weisheit und Moral erziehen, aber wenn sie selbst nicht ausreichend gebildet sei, würde sich das negativ auch für die nächste Generation auswirken.

## Natur und Umwelt

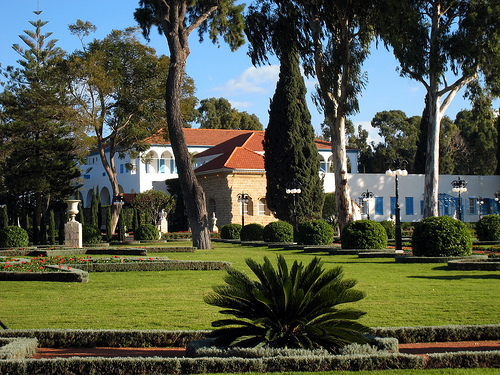
Gärten rund um den Schrein Bahāʾullāhs. Dahinter das Landhaus von Bahji.

Die Bahai-Schriften legen großen Wert auf die Beziehung des Menschen zur Natur, die sie als Spiegelbild von Gottes Eigenschaften und als Ausdruck seines Willens betrachten. Dieses Verständnis inspiriere einen tiefen Respekt für die Umwelt und die Natur. Diese sei nicht nur eine Quelle der Nahrung und des Reichtums für die Menschheit, sondern sei dem Menschen von Gott anvertraut worden. Dazu führt Bahāʾullāh aus:

„Sprich: Die Natur ist in ihrem Wesen die Verkörperung Meines Namens, der Gestalter, der Schöpfer.“

Dieser Zugang zeigt sich auch in der Fülle symbolischer und mystischer Bezüge zur Natur in den Bahai-Schriften, wenn etwa die wiederkehrende Offenbarung mit der Sonne und ihren Strahlen verglichen wird, oder Pflanzen Blüten und Früchte hervorbringen, die als Metaphern für die guten Taten der Menschen oder die Vielfalt ihrer Eigenschaften und Fähigkeiten dienen. Die Einheit Gottes, die als zentrale Glaubensvorstellung der Bahai gilt, findet sich demnach in der erschaffenen Welt wieder, wodurch diese als Träger der Namen Gottes in einem gewissen Sinn als „heilig“ verstanden werden kann.
Die Menschheit werde zwar weiterhin neue Wege entdecken, die Ressourcen der Erde für den Fortschritt der Zivilisation zu nutzen. Dabei sei es jedoch essenziell zu erkennen, dass der Mensch von der Natur abhängig sei. Demnach sei der verantwortungsvolle und maßvolle Umgang des Menschen mit der Natur, die einen Wert über wirtschaftliche Aspekte hinaus habe, wesentlich für die Erhaltung der Biosphäre und die Sicherung des Wohlergehens künftiger Generationen. Nachhaltiges Umweltmanagement sei also keine freiwillige Verpflichtung der Menschen, die gegen andere Interessen abgewogen werden könne.
Die Klimaerwärmung wird als exemplarisch dafür herangezogen, dass eine Lösung nur durch weltweit koordiniertes Handeln denkbar ist, denn „die Wohlfahrt eines Teiles ist die Wohlfahrt des Ganzen, und die Not eines Teiles bringt Not dem Ganzen.“ Der Grundsatz der Einheit der Menschheit erfordere globale Strategien und Strukturen, ohne die wirksame und gerechte Lösungen, die dem Gemeinwohl der gesamten Menschheit dienen, nicht erreichbar seien. Institutionelle Maßnahmen müssen dabei begleitet werden von Maßnahmen der Erziehung und Bildung sowie der Vermittlung entsprechender Werte.

## Fortschritt der Zivilisation

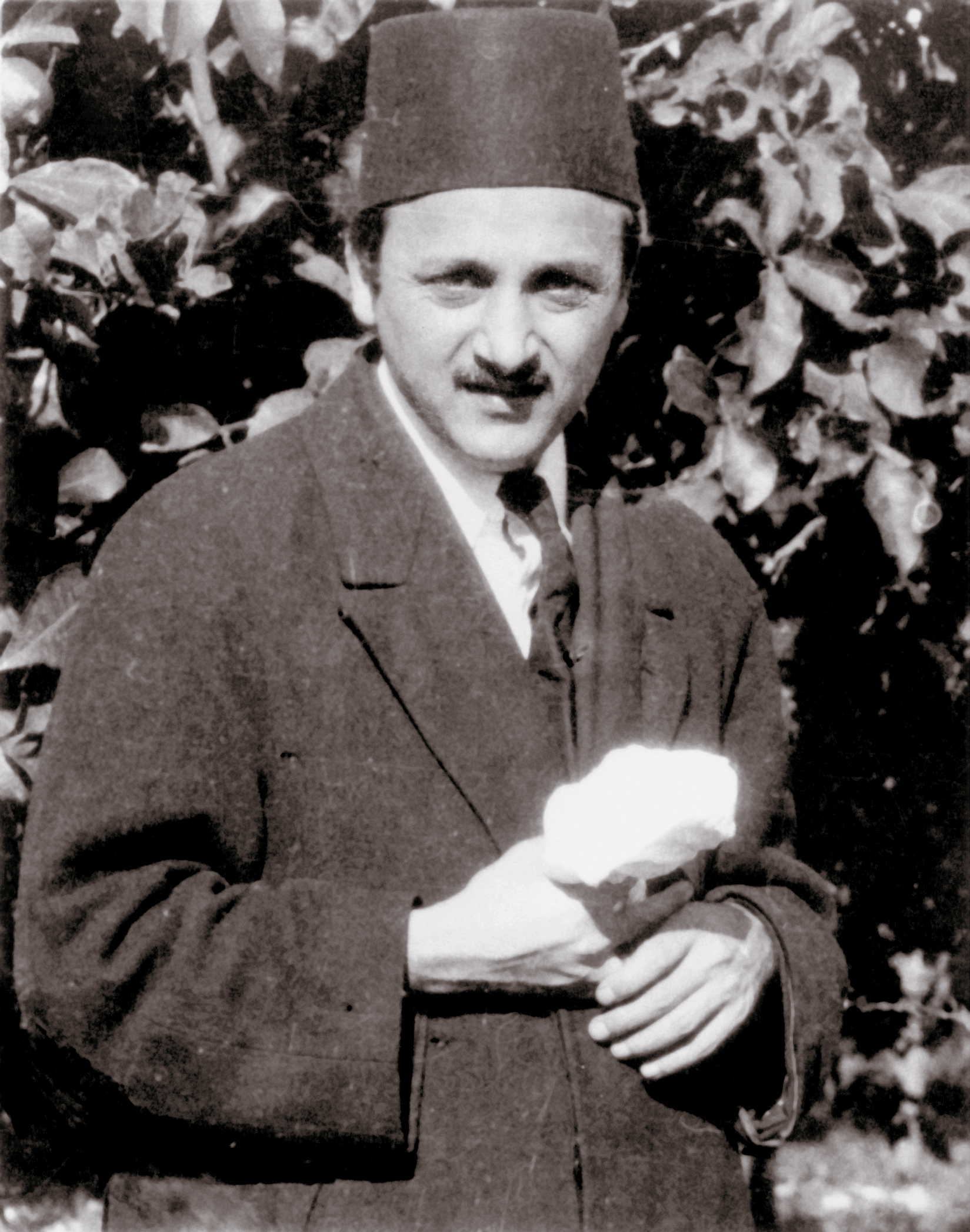
Shoghi Effendi, der Hüter des Bahai-Glaubens, befasste sich in seinen Schriften ausführlich mit gesellschaftlichen Entwicklungsprozessen.

Die Bahai-Schriften betrachten den Fortschritt der Zivilisation aus der Perspektive eines Prozesses hin zur kollektiven Reife der Menschheit. Die heutige Menschheit sei in eine Übergangszeit eingetreten, die mit der Pubertät vergleichbar sei. In dieser werden alte kindliche Vorstellungen und Verhaltensmuster durch neue ersetzt, die dem Grundsatz der Einheit der Menschheit gerecht würden.
Ein solcher weitreichender zivilisatorischer Fortschritt sei nicht leicht zu erreichen. Er entfalte sich über etliche Generationen hinweg und gehe mit vielfältigen Krisen einher. Ein tiefgreifender und schrittweiser Wandel im Denken und Handeln sei notwendig. Die Bahai-Schriften weisen darauf hin, dass die geeinte globale Zivilisation, die nun im Entstehen sei, ganz anders sein werde als alles, was bisher bekannt sei. Sie bringe beispiellose Fortschritte mit sich — sowohl auf materieller als auch auf geistiger Ebene. ʿAbdul-Bahāʾ erklärt:

„Die materielle Zivilisation ist wie das Glas um die Lampe, die göttliche Kultur ist die Lampe selbst. Das Glas ohne Licht ist dunkel. Die materielle Zivilisation ist wie der Leib. Sei er auch noch so anmutig, elegant und schön, so ist er dennoch tot. Die göttliche Kultur ist wie der Geist; der Leib erhält sein Leben durch den Geist, sonst ist er ein Leichnam.“

Materielle oder finanzielle Mittel seien für den Fortschritt unerlässlich, aber eine Anhäufung von Reichtum bei einzelnen Personen sei nicht erstrebenswert. Wahrer Wohlstand bedeute stattdessen, materielle Ressourcen für hehre Ziele und Zwecke zu nutzen. Das Konzept der Geistigkeit beinhalte seinerseits nicht eine Reihe von Ritualen, sondern durchdringe jeden Aspekt des Lebens durchdringen. Sie wirke konstruktiv, indem sie zum Beispiel den Einzelnen zur Verbesserung der Gesellschaft anregt und die Einheit der Gemeinschaft stärkt.
Um eine materiell und geistig prosperierende Gesellschaft aufzubauen, sei es notwendig, dass die spirituellen und die praktischen Aspekte des Lebens gleichermaßen voranschreiten. Zudem sei die grundlegende Harmonie von Wissenschaft und Religion anzuerkennen. Und letztlich seien der Glaube des Menschen und seine Vernunft komplementäre Fähigkeiten, die eine Erforschung der Wirklichkeit ermöglichen.

## Friede

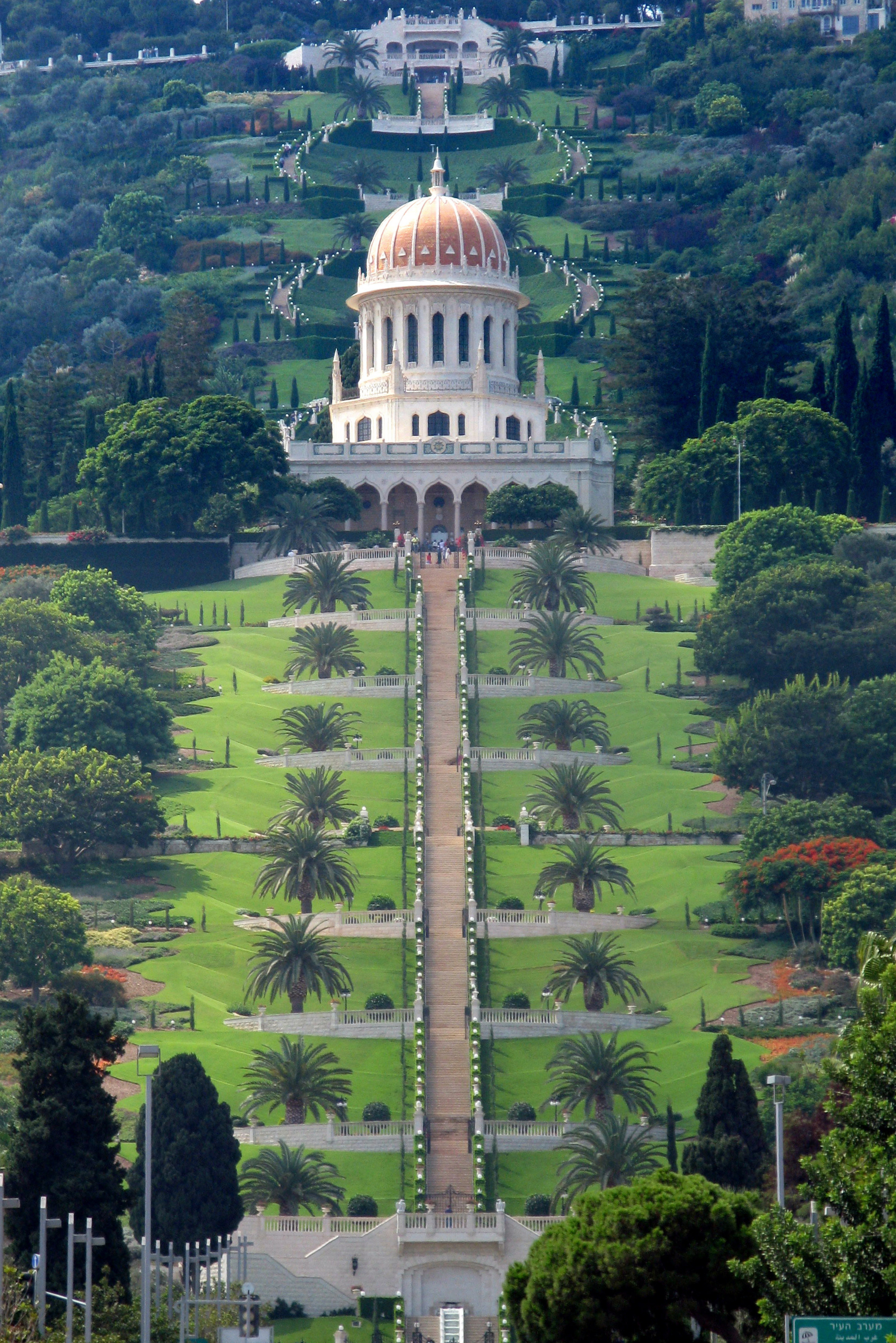
Schrein des Bab samt Gartenterrassen auf dem Berg Karmel in Haifa.

Die Bahai-Religion betrachtet Frieden als zentrales Konzept, das alle seine Lehren, Ideale, Praktiken und institutionellen Strukturen durchdringe. Es ist sowohl das Ziel der Bahai als auch prägend für ihre Herangehensweise. Jeder Mensch hat das Potenzial, eine friedvolle Gesellschaft mitzugestalten.
Universeller Friede ist laut Bahai-Schriften das höchste Ziel der Menschheit. Um diesen Frieden zu erreichen, sei es notwendig, eine Reihe an Prinzipien praktisch umzusetzen. Als solche werden neben der Kernlehre der Einheit der Menschheit unter anderem die Abschaffung diskriminierender Vorurteile, die Harmonie zwischen Religion und Wissenschaft, die Gleichheit von Mann und Frau, die unabhängige Suche nach Wahrheit, die Annahme einer Welthilfssprache, die Abschaffung der Extreme von Reichtum und Armut, weltweiter Zugang zu Bildung und die zentrale Bedeutung des Grundsatzes der Gerechtigkeit auf allen Ebenen genannt.
Weltfrieden sei nicht nur möglich, sondern unvermeidlich. Im Oktober 1985 veröffentlichte das Universale Haus der Gerechtigkeit, die leitende Körperschaft des Bahai-Glaubens, ein Schreiben zum Weltfrieden, das an die Allgemeinheit der Menschheit gerichtet war. In diesem Schreiben werden die Gründe für die Zuversicht der Bahai-Gemeinde in das Kommen des Weltfriedens erläutert:

„Der Große Friede, auf den durch die Jahrhunderte Menschen guten Willens ihre Herzen gerichtet, den unzählige Generationen lang Seher und Dichter in ihren Visionen beschrieben und den die Heiligen Schriften der Menschheit von Zeitalter zu Zeitalter immer wieder verheißen haben, ist jetzt endlich in Reichweite der Nationen. Zum ersten Mal in der Geschichte ist jedermann imstande, in einer Gesamtschau den ganzen Planeten mit seiner Vielzahl verschiedener Völker zu überblicken. Weltfriede ist nicht nur möglich, sondern unausweichlich. Er ist die nächste Stufe in der Evolution dieses Planeten – mit den Worten eines großen Denkers: „die Planetisierung der Menschheit“. Ob der Friede erst nach unvorstellbaren Schrecken erreichbar ist, heraufbeschworen durch stures Beharren der Menschheit auf veralteten Verhaltensmustern, oder ob er heute durch einen konsultativen Willensakt herbeigeführt wird, das ist die Wahl, vor die alle Erdenbewohner gestellt sind.“

Die Bahai-Religion betrachtet die Frage des Menschenbilds demnach als entscheidend für die Schaffung einer friedlichen Gesellschaft, die auf Zusammenarbeit und Gegenseitigkeit beruht. Die allgemein verbreitete Ansicht, der Mensch sei von Natur aus egoistisch und aggressiv, müsse demnach neu bewertet werden, um konstruktive soziale Kräfte in Bewegung zu setzen, die Harmonie und Zusammenarbeit anstelle von Krieg und Konflikt fördern. Ein umfassenderer Blick sei notwendig, der sowohl die geistige als auch die materielle Dimension des Lebens berücksichtige. Friede sei daher auch eng mit dem Zweck für die Erschaffung der Welt und dem Sinn des menschlichen Lebens verknüpft und basiere auf einer Ethik der Einheit. Jeder Einzelne sei verantwortlich, allen Menschen gegenüber gerecht zu sein und Mitgefühl zu zeigen, unabhängig von kulturellen, sprachlichen, religiösen, ethnischen oder anderen Unterschieden, um Frieden herzustellen.

## Die Beziehungen zwischen Einzelnen, Gemeinschaften und Institutionen

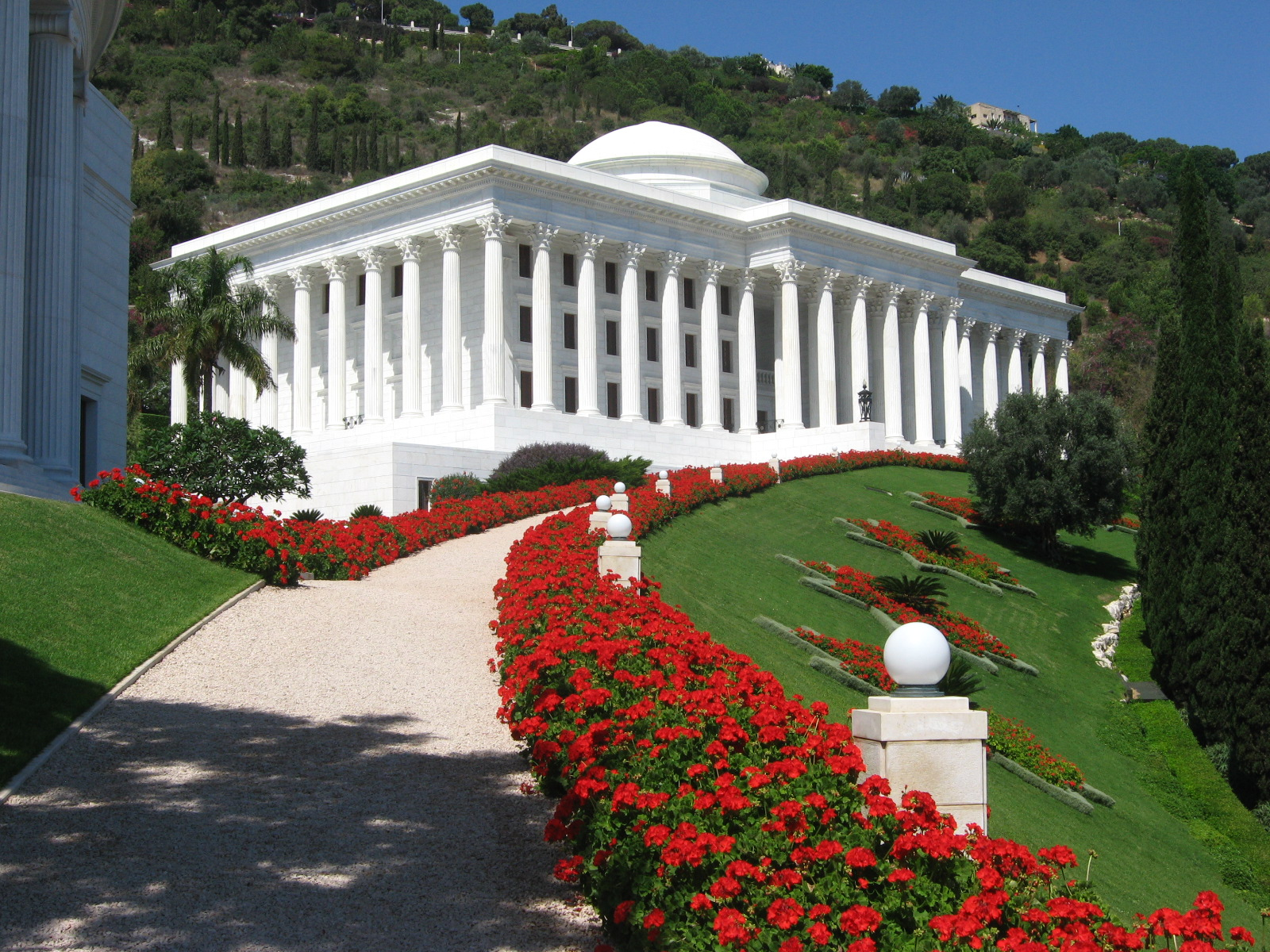
Sitz des Universalen Hauses der Gerechtigkeit auf dem Berg Karmel in Haifa, Israel

Die Bahai-Lehren betrachten Einzelne, Gemeinschaften und gesellschaftliche Institutionen als die drei wesentlichen Protagonisten beim konstruktiven sozialen Wandel. Das Universale Haus der Gerechtigkeit schreibt dazu:

„Im Mittelpunkt des Lernprozesses steht die Untersuchung der Natur der Beziehungen, die den Einzelnen, die Gemeinde und die gesellschaftlichen Institutionen miteinander verbinden, die Akteure auf der Bühne der Geschichte, die zu allen Zeiten in ein Ringen um Macht verstrickt gewesen sind. Die diesbezügliche Auffassung, ihr Verhältnis zueinander müsse unweigerlich den Zwängen eines Konkurrenzkampfes unterliegen – ein Verständnis, das das außerordentliche Potenzial des menschlichen Geistes ignoriert – ist zugunsten der glaubhafteren Prämisse beiseitegelegt worden, dass ihr harmonisches Zusammenwirken eine Kultur fördern kann, die einer mündigen Menschheit angemessen ist.“

Nach den Bahai-Schriften kommt Einzelnen eine entscheidende Rolle bei der Weiterentwicklung der Zivilisation zu. Alle besitzen das Potenzial, wichtige Akteure gesellschaftlichen Wandels zu sein und sich dabei auch selbst weiterzuentwickeln. Gemeinschaften würden ihrerseits das Umfeld bieten, in dem Einzelne lernen und sich entfalten können. Sie stellten die Strukturen und Systeme zur Verfügung, die für die Gestaltung der sozialen Realität wesentlich seien. Institutionen werden ebenfalls als wesentlich für das Funktionieren und die Entwicklung der Gesellschaft angesehen. Durch sie könnten kollektive Ziele erreicht, die Einheit gestärkt und das Wohl der Gesellschaft gefördert werden. Sie müssten jedoch flexibel sein und auf die sich wandelnden Bedürfnisse der Gesellschaft reagieren können. Anstatt Partikularinteressen zu vertreten, müssten Institutionen stets das Gemeinwohl im Blick haben. Die Bahai-Religion lehrt, dass die gegenseitige Abhängigkeit und Kooperation dieser drei Protagonisten für die Freiheit von Unwissenheit und Passivität wesentlich sei. Das Universale Haus der Gerechtigkeit betont dabei die Notwendigkeit, auch ein neues Verständnis des Konzepts der Macht zu entwickeln:

„Zweifellos muss das Konzept von Macht als Instrument der Herrschaft, verbunden mit Begriffen wie Kampf, Streit, Spaltung und Überlegenheit, ein für alle Mal verworfen werden. Damit soll nicht das Wirken von Macht in Abrede gestellt werden; denn schließlich ist selbst dort, wo gesellschaftliche Institutionen ihr Mandat durch die Zustimmung des Volkes erhalten haben, bei der Ausübung von Autorität Macht im Spiel. Jedoch sollten politische Prozesse, wie auch andere Prozesse im Leben, nicht von jener Macht des menschlichen Geistes unberührt bleiben, die der Bahá’í-Glaube – und eigentlich alle großen religiösen Traditionen, die im Laufe der Zeitalter erschienen sind – zu erschließen sucht: die Macht der Einheit, der Liebe, des demütigen Dienens, der reinen Taten. Mit Macht in diesem Sinne stehen Begriffe in Zusammenhang wie „freisetzen“, „ermutigen“, „kanalisieren“, „führen“ und „befähigen“. Macht ist kein umgrenztes Gebilde, das „zu ergreifen“ oder „eifersüchtig zu hüten“ wäre; sie stellt eine unbegrenzte Fähigkeit zur Wandlung dar, die der Menschheit als einem Organismus innewohnt.“

Beim Lernen über die Beziehungen zwischen den verschiedenen gesellschaftlichen Protagonisten spielt für die Bahai ihre administrative Ordnung eine wichtige Rolle. Diese ist ein System von Institutionen, das die Angelegenheiten der Bahai-Gemeinde regelt. Ihre Grundsätze und Institutionen wurden von Bahāʾullāh selbst festgelegt, sie ist untrennbar mit dem Glauben der Bahai verbunden und sie wird vom Universalen Haus der Gerechtigkeit geleitet und nach den Bedürfnissen der Zeit weiterentwickelt.